# مشروع باسر

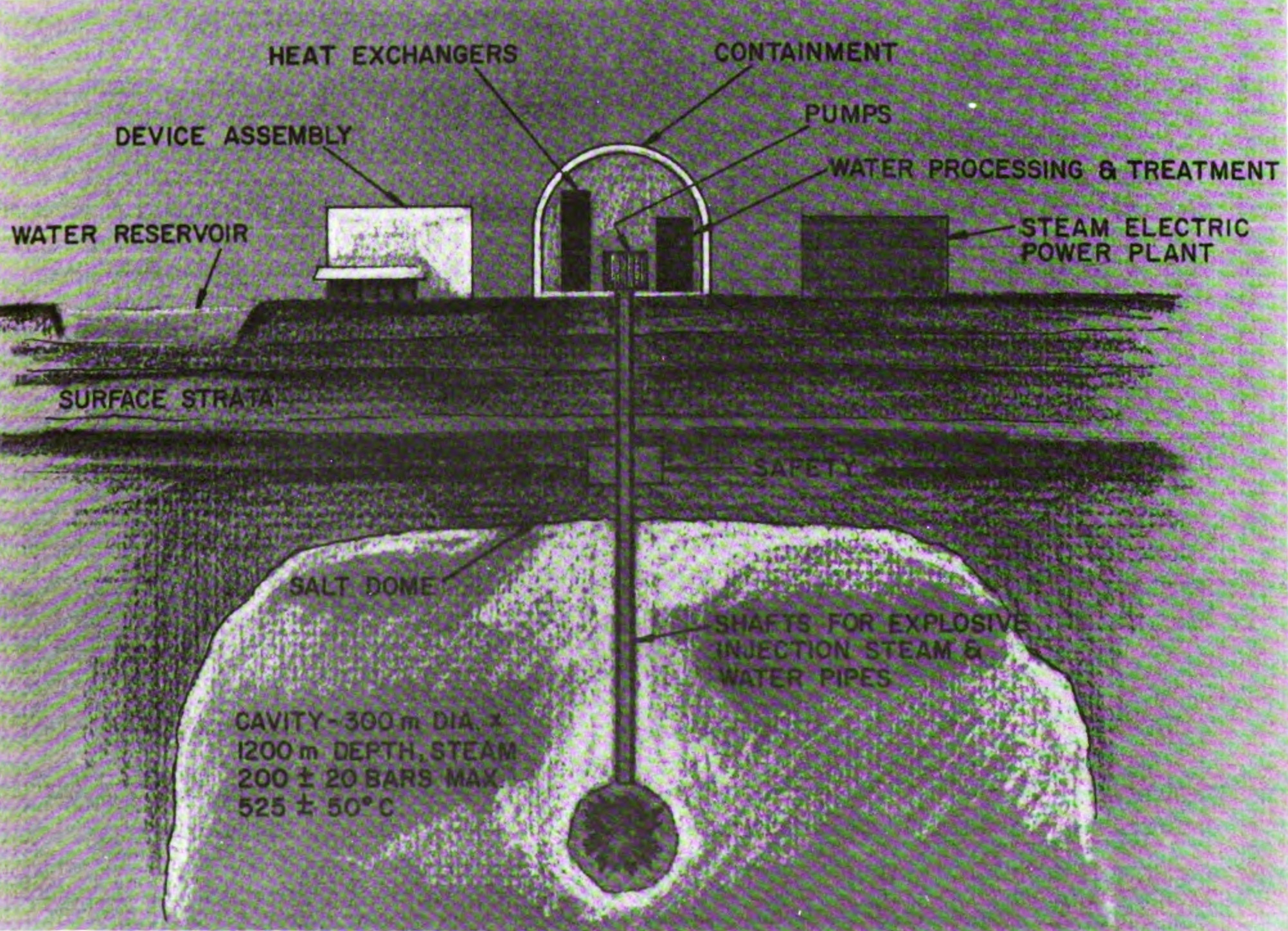
مفهوم Pacer لطاقة الاندماج، يُظهر كهفًا ملحيًا تُسقط فيه متفجرات حرارية نووية لغلي الماء وتشغيل التوربين.

استكشف مشروع باسر PACER ، الذي تم تنفيذه في مختبر لوس ألاموس الوطني (LANL) في منتصف السبعينيات ، إمكانية وجود نظام طاقة اندماج يتضمن تفجير قنابل هيدروجينية صغيرة (قنابل اندماجية) - أو، كما ورد في اقتراح لاحق، قنابل انشطارية - داخل تجويف تحت الأرض. ادعى مؤيدوها  أن النظام هو نظام طاقة الاندماج الوحيد الذي يمكن إثبات أنه يعمل باستخدام التكنولوجيا الموجودة أن ذاك. كما سيتطلب إمدادًا مستمرًا بالمتفجرات النووية ؛ وقد أظهرت دراسات اقتصادية معاصرة[أي منها؟] أنه لا يمكن إنتاجها بسعر تنافسي مقارنة بمصادر الطاقة التقليدية.

## التطوير
تعود أقدم الإشارات إلى استخدام التفجيرات النووية لتوليد الطاقة إلى اجتماع دعى إليه إدوارد تيلر في عام 1957. من بين العديد من الموضوعات التي تم الكلام عنها، نظرت المجموعة في توليد الطاقة عن طريق تفجير قنابل 1 ميغا طن في 1,000 قدم (300 م) قطر التجويف المملوء بالبخار المحفور في الجرانيت. أدى ذلك إلى إدراك أن المواد الانشطارية من الأقسام الانشطارية للقنابل، "النفايات الالانشطارية "، سوف تتراكم في الغرفة ولن تتسرب إلى الخارج. حتى في هذه المرحلة المبكرة، أصبح الفيزيائي جون نوكولس مهتمًا بتصميمات القنابل الصغيرة جدًا، والقنابل التي لا تحتوي على انشطار أولي على الإطلاق. أدى هذا العمل لاحقًا إلى تطويره لمفهوم طاقة الاندماج بالقصور الذاتي.
تمت دراسة مقترحات مشروع باسر PACER الأولية في إطار جهود مشروع Plowshares الأكبر في الولايات المتحدة، والتي فحصت استخدام التفجيرات النووية بدلاً من التفجيرات الكيميائية للبناء. ومن الأمثلة على ذلك إمكانية استخدام أجهزة نووية كبيرة لإنشاء ميناء اصطناعي لرسو السفن في الشمال، أو كنوع من التكسير النووي لتحسين مردود الغاز الطبيعي. اقتراح آخر سيخلق بديلاً لقناة بنما في سلسلة واحدة من التفجيرات، عبر احدى دول أمريكا الوسطى. أحد هذه الاختبارات أيضا، مشروع Gnome لعام 1961، اعتبر أيضًا توليد البخار من أجل الاستخراج المحتمل كمصدر للطاقة. واقترح مختبر لوس ألاموس الوطني للبحوث النووية LANL أن مشروع باسر سيكون مساعدا في هذه الدراسات. 
تعتبر الأمثلة المبكرة للكهوف بقطر 1,000 قدم (300 م) مملوءة بالمياه تم إنشاؤها في قباب ملحية في اعماق الأرض على اعماق تصل إلى 5,000 قدم (1,500 م). ومن المقترح أن يتم إلقاء سلسلة من القنابل التي يبلغ قوتها 50 كيلوطنًا في الكهف وتنفجر لتسخين المياه وتوليد البخار. يقوم البخار بعد ذلك بتشغيل حلقة تبريد ثانوية لاستخراج الطاقة باستخدام توربين بخاري. وكان التقدير أن إسقاط قنبلتين يوميًا يمكن من وصول النظام إلى التوازن الحراري، مما يسمح بالاستخراج المستمر لحوالي 2 غيغاواط من الطاقة الكهربائية. كان هناك أيضًا بعض الاعتبارات لإضافة الثوريوم أو مادة أخرى إلى القنابل لتوليد الوقود لمفاعلات الانشطار التقليدية. 
في مراجعة أجريت عام 1975 لجهود Plowshares المختلفة، نظر اتحاد أبحاث جامعة غولف (GURC) في اقتصاديات مروع PACER. وقد أظهروا أن تكلفة المتفجرات النووية المستخدمة ستعادل تغذية مفاعل الماء الخفيف التقليدي بوقود اليورانيوم بسعر 328 دولارًا للرطل. كانت أسعار الكعكة الصفراء في تلك المرحلة 27 دولارًا للرطل ( تعادل 130 دولار أمريكي في عام 2021 ) ،  وأنها ستبلغ حوالي 45 دولارًا في عام 2012. خلص تقرير جامعة جولف إلى أن احتمالية تطوير مشروع باسر كانت منخفضة للغاية حتى لو كان من الممكن حل المشكلات الفنية الهائلة.  كما أشار التقرير إلى مشاكل أي برنامج ينتج أعدادًا كبيرة من القنابل النووية ، قائلاً إنه "من المؤكد أن يكون مثيرًا للجدل" وأنه "سيثير ردود فعل سلبية كبيرة".  ففي عام 1975 تم إلغاء المزيد من التمويل لأبحاث مشروع PACER.
على الرغم من إلغاء هذا العمل المبكر، استمرت الدراسات الأساسية للمفهوم. تم النظر في نسخة أكثر تطورًا في استخدام الأوعية المصممة هندسيًا بدلاً من التجاويف المفتوحة الكبيرة. ودعى تصميم نموذجي إلى غرفة انفجار سمك 4 متر (13 قدم) من سبيكة فولاذية سميكة، وقطرها 30 متر (98 قدم) وارتفاعها 100 متر (330 قدم) ،  ليتم تضمينه في تجويف محفور تحت الأرض في ولاية نيفادا . كان يلزم دفع مئات من الخوابير الحديدية بطول 15 متر (49 قدم) يجب في الصخور المحيطة لدعم التجويف. وكان من المفترض ملء الفراغ بين غرفة الانفجار وجدران التجويف الصخري بالخرسانة؛ ووضع البراغي تحت ضغط هائل من أجل الضغط المسبق على الصخور والخرسانة وغرفة الانفجار. ومن المفترض بعد ذلك ملء غرفة الانفجار جزئيًا بأملاح الفلورايد المنصهرة حتى عمق 30 متر (98 قدم). وافتراض أن سيبدأ "شلال" بضخ الملح من أعلى الحجرة وتركه يسقط في القاع. وأثناء تواجد سائل التبريد المتساقط هذا، فسوف يتم تفجير قنبلة انشطارية قوة 1 كيلوطن؛ سيتكرر هذا كل 45 دقيقة. بذلك سوف يمتص السائل أيضًا النيوترونات لتجنب تلف جدران التجويف.

## أنظر أيضًا
- الدفع النبضي النووي
- مشروع جنوم
- هجين الاندماج والانشطار النووي

### اقتباسات
1. 1 2 3 4 5  Long 1976.
2. ↑  John Nuckolls, "Early Steps Toward Inertial Fusion Energy (IFE)", LLNL, 12 June 1998 نسخة محفوظة 2023-03-21 على موقع واي باك مشين.
3. ↑  Garwin & Charpak 2002.
4. ↑  "Bombing away", New Scientist, 17 April 1975, p. 141. نسخة محفوظة 2022-12-20 على موقع واي باك مشين.
5. ↑  TradeTech lists current yellowcake spot prices on their home page. نسخة محفوظة 2022-12-19 على موقع واي باك مشين.
6. ↑  "Paced out", New Scientist, 21 August 1975, p. 437. نسخة محفوظة 2022-12-20 على موقع واي باك مشين.
7. ↑  Garry McCracken and Peter Stott, "Fusion: The Energy of the Universe", Academic Press, 2012, p. 66 نسخة محفوظة 2022-04-07 على موقع واي باك مشين.
8. ↑  Sebahattin Unalan & Selahaddin Orhan Akansu, "Determination of Main Parameters for FLIBE Cooled Peaceful Nuclear Explosive Reactors (PACER)"], Arabian Journal for Science and Engineering, Volume 29 Number 1A (January 2004), pp. 27-42
9. ↑  Ralph Moir, "PACER Revisited", 8th Topical Meeting on Technology of Fusion Energy, 9–13 October 1988 نسخة محفوظة 2022-12-20 على موقع واي باك مشين.

### فهرس
قالب:Fusion experiments

## روابط خارجية
- تحديد معلمات المفاعل الرئيسي لمفاعلات التفجير النووي السلمية المبردة (Li2BeF4) (PACER) (pdf)
- صفحة PACER الخاصة بـ Ralph Moir - تحتوي على ملخص قصير وأوراق بحثية حول الموضوع